# Дженин
Дженин (на арабски: جنين‎‎) е град, разположен на Западния бряг в Палестинската автономия, намира се в провинция Дженин. Населението на града е 35 760 души (2006).